# Branchiostoma elongatum
Branchiostoma elongatum är en ryggsträngsdjursart som beskrevs av Carl Jakob Sundevall 1852. Branchiostoma elongatum ingår i släktet Branchiostoma och familjen lansettfiskar. Inga underarter finns listade.